# Elizabeth Ogbaga
Elizabeth Ogbaga là tên của một y tá, luật sư và cũng là một chính trị gia người Nigeria. Vào năm 2007, bà được bầu vào hạ viện để đại diện cho khu vực Ohaukwu của bang Ebonyi. Đảng chính trị của bà là đảng Dân chủ (tiếng Anh: People's Democratic Party).

## Sự nghiệp

### Tại hạ viện
Tháng 12 năm 2009, bà đã biểu lộ sự bất bình khi tiến độ hoàn thành những dự án được ghi chép trong ngân sách năm 2009 quá chậm.
Ngoài ra bà còn tài trợ cho nhiều dự luật và luôn chỉ trích sự tham gia quá thấp của phụ nữ ở mảng chính trị sẽ làm ảnh hưởng đến tính dân chủ.
Đại biểu Elizabeth Ogbaga là thành viên trong những ủy ban hoặc bộ sau:
- Bộ tư pháp
- Ủy ban chống tham nhũng
- Ủy ban xử lí các vấn đề của phụ nữ
- Ủy ban dân số
- Ủy ban dầu khí
- Bộ ngoại giao
- Bộ y tế
- Ủy ban phát triển (khai thác) quặng khoáng

### Tại khu vực bầu cử
Bà đã thi hành nhiều chính sách như thêm thiết bị Oxi và chụp X-quang vào trung tâm y tế liên bang ở Abakaliki, chăm sóc y tế miễn phí cho thai phụ ở khu vực Ohaukwu, xây phòng học, lắp đặt giếng bơm bằng tay ở các khu vực như Onuenyim Ishieke, Ndiofia Nkaleke, Igweledoha, Ogbala Parish, Effenyim (Ongoing), Oterufie Nkaleke, Ndiechi-Ndiugo Isophumini, Mbeke Isophumini, St. Michael Parish Mbeke Ishieke, Nwonuewo-Effium Ohaukwu, Ogen Ohaukwu và trường trung học cộng đồng Umugadu. Ngoài ra, bà còn xây trung tâm y tế quốc gia ở Izenyl Agbaja và một cây cầu bắt qua sông Ebonyi ở khu vực Ohaukwu LGA. Bên cạnh đó, bà còn đạo tào hơn 50 thanh thiếu niên ở mảng công nghệ thông tin và truyền thông.

### Tại bang Ebonyi
Vào ngày 23 tháng 6 năm 2015, bà được bổ nhiệm làm ủy viên của bang Ebonyi bởi thống đốc của bang lúc ấy là ông Dave Umahi.
Ngày 1 tháng 7 năm 2015, bà làm lễ tuyên thệ để nhận chức bộ trưởng bộ công nghiệp và kinh tế.